# Kraantjespot

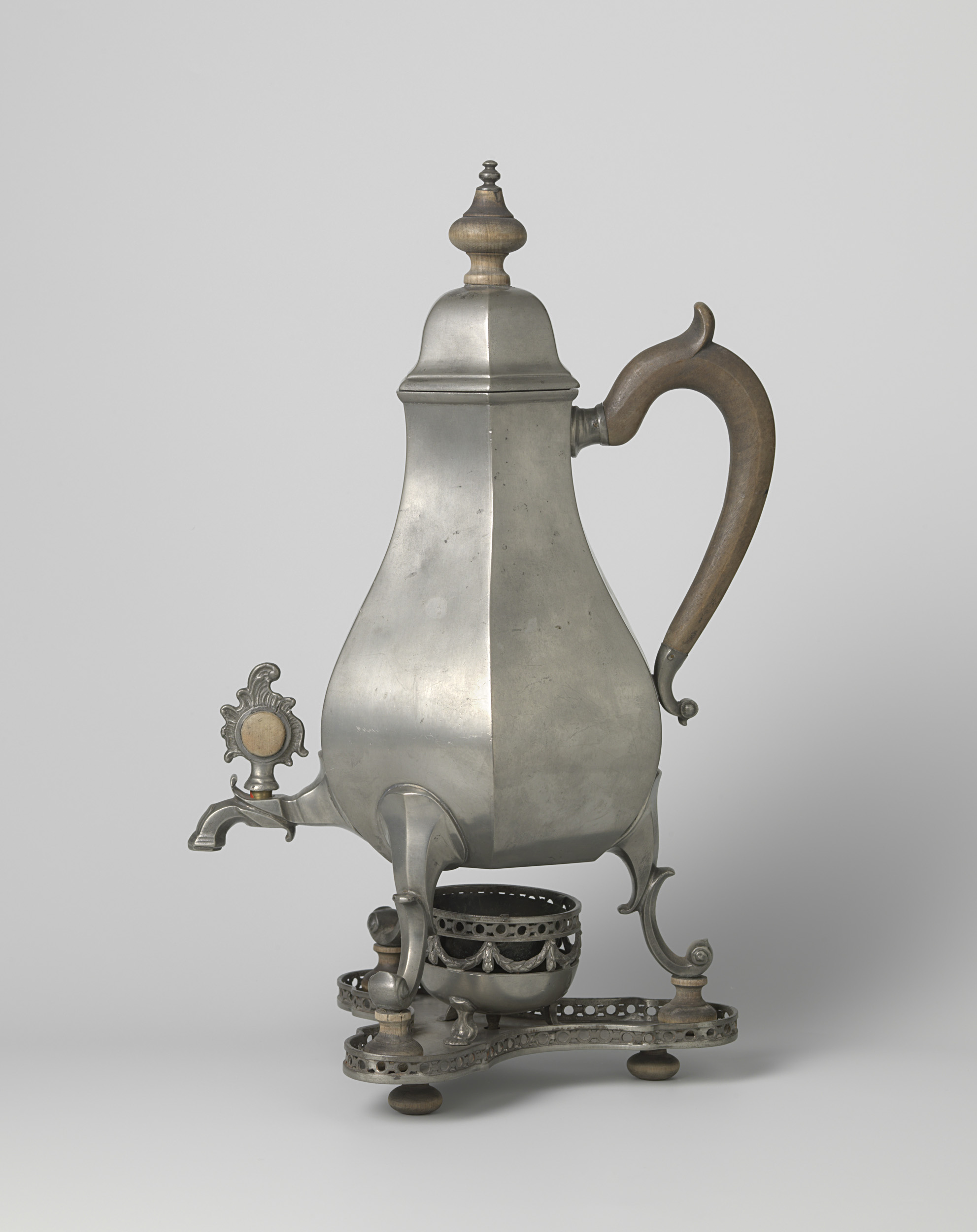
Een kraantjespot met onderstel

Een kraantjespot, kraantjeskan of droppelmina is een type koffiezetapparaat. Het is een peervormige kan die op hoge poten staat en vaak rijkelijk gedecoreerd is. De kan dankt zijn naam aan het kraantje waarmee de koffie afgetapt wordt. De accessoires kunnen bestaan uit een los of scharnierend deksel, een onderstel en een kommetje in dezelfde stijl als de kan. De kannen waren meestal gemaakt van metaal zoals, blik, tin, messing of zilver of van aardewerk. De kannen hebben een of twee handvaten, soms van een ander materiaal zoals hout. Het Rijksmuseum Amsterdam bezit enkele fraaie exemplaren uit vorige eeuwen (ca. 1700 - ca. 1900).

## Zetmethode
De gemalen koffiebonen gaan in de buik van de kan, het water komt erbovenop en het geheel wordt verwarmd door een oliebrandertje dat tussen de poten van de kan geplaatst wordt. Het principe van koffiezetten is gebaseerd op bezinking in plaats van filtering; als het koffiedik bezonken is wordt de koffie afgetapt door het kraantje, dat zich boven het dik bevindt. 

## Afbeeldingen

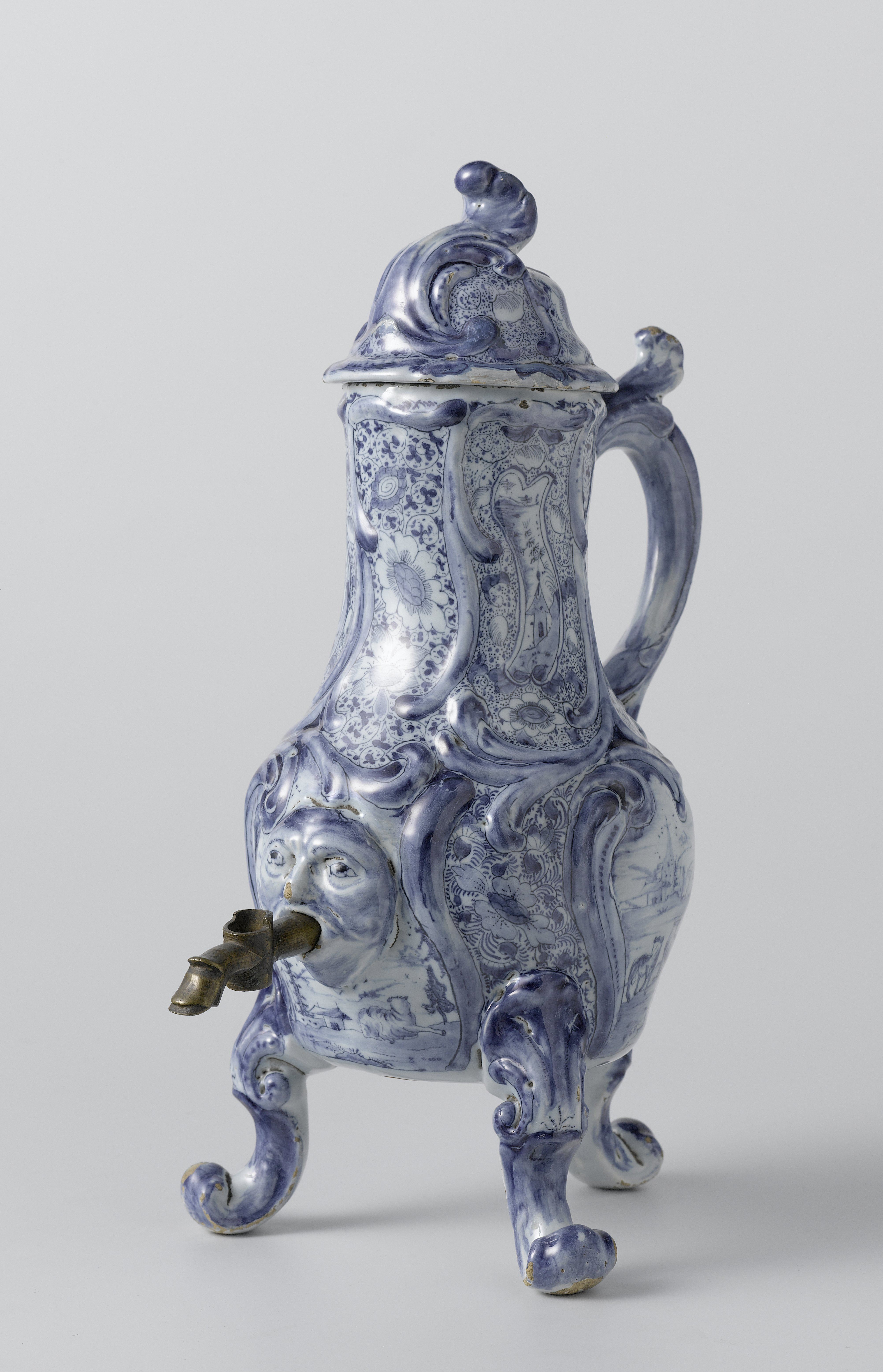
ca. 1760 - ca. 1770, geglazuurd aardewerk (faience)
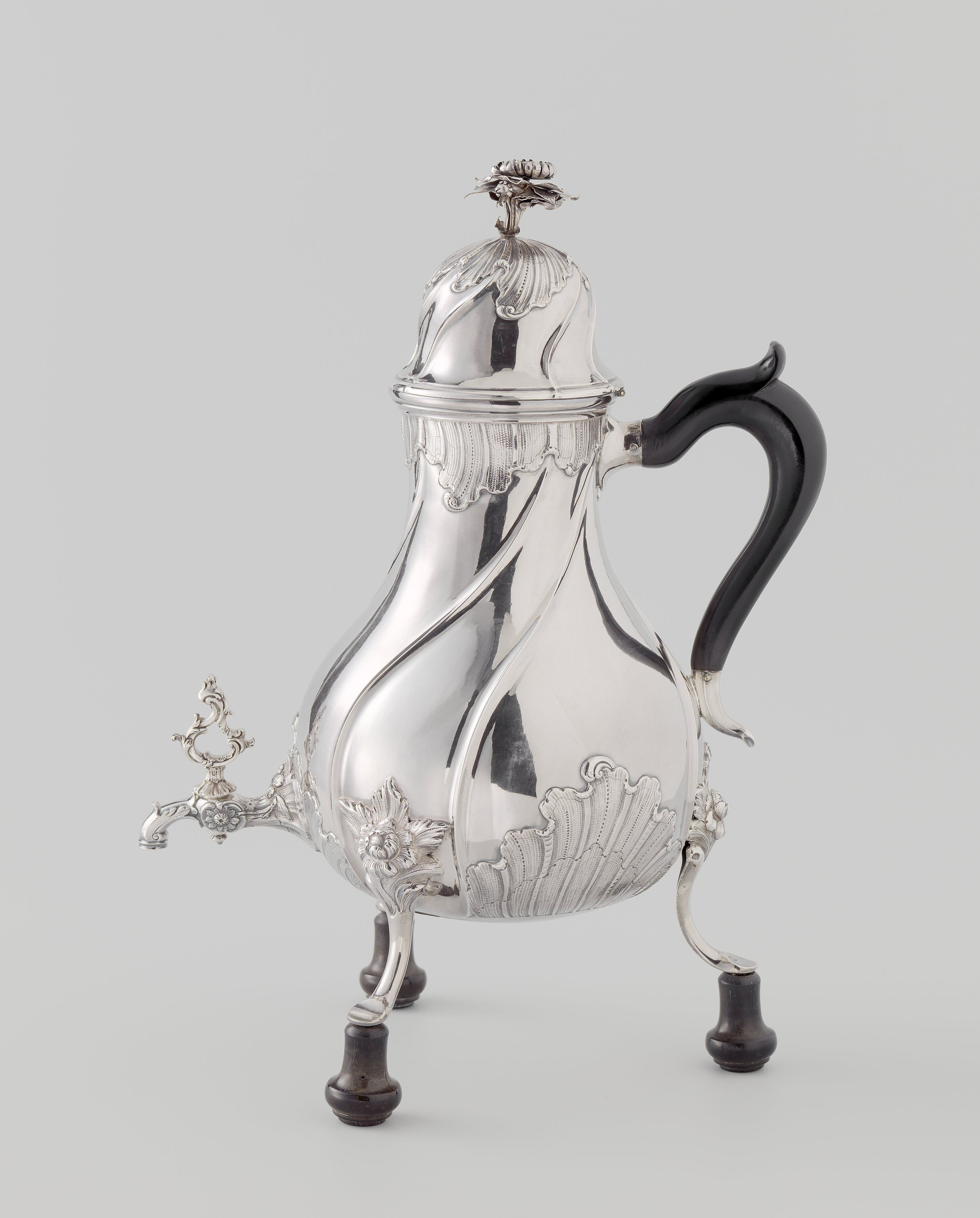
1781, zilver, hoorn, hout
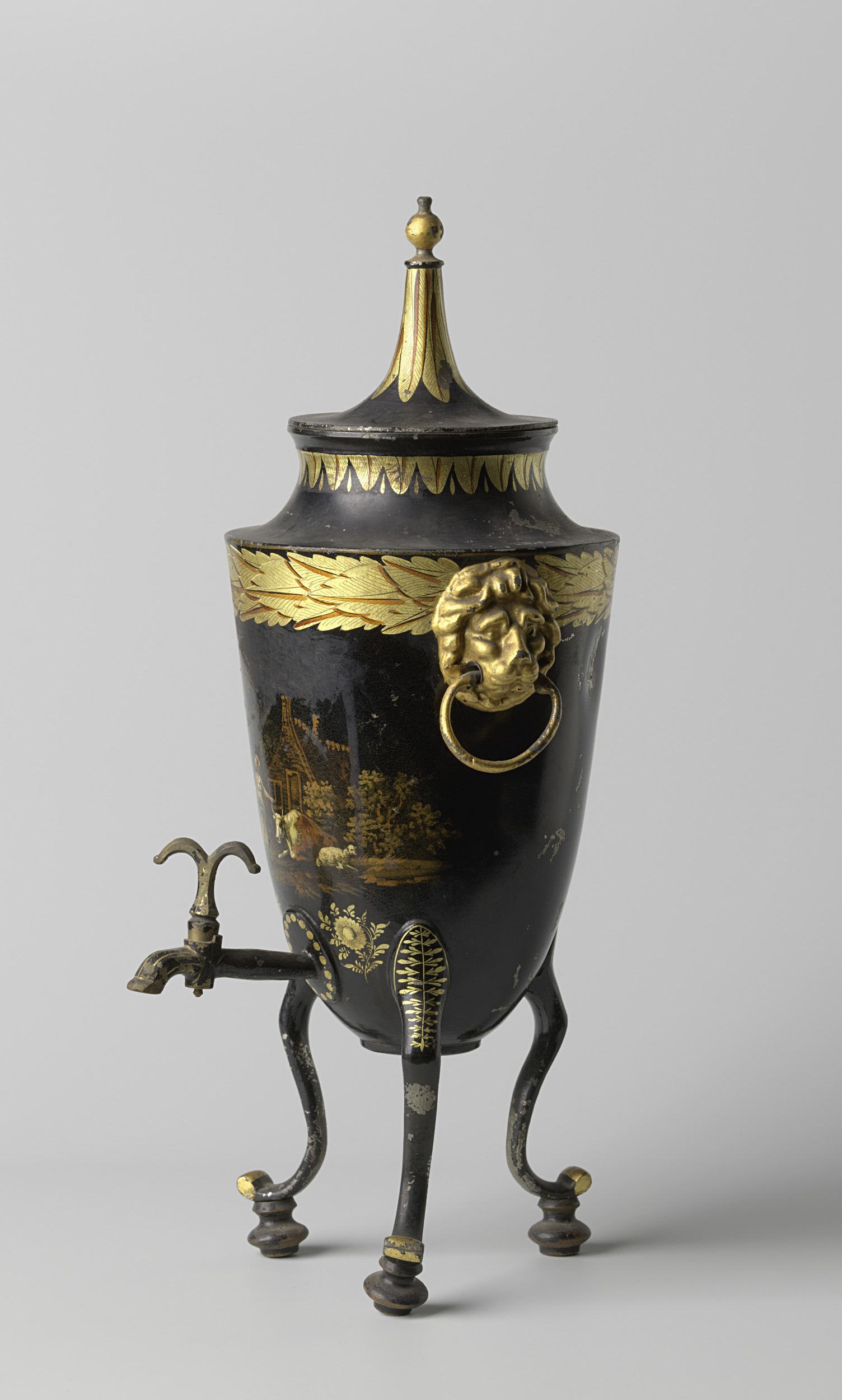
1800 - 1850, beschilderd blik
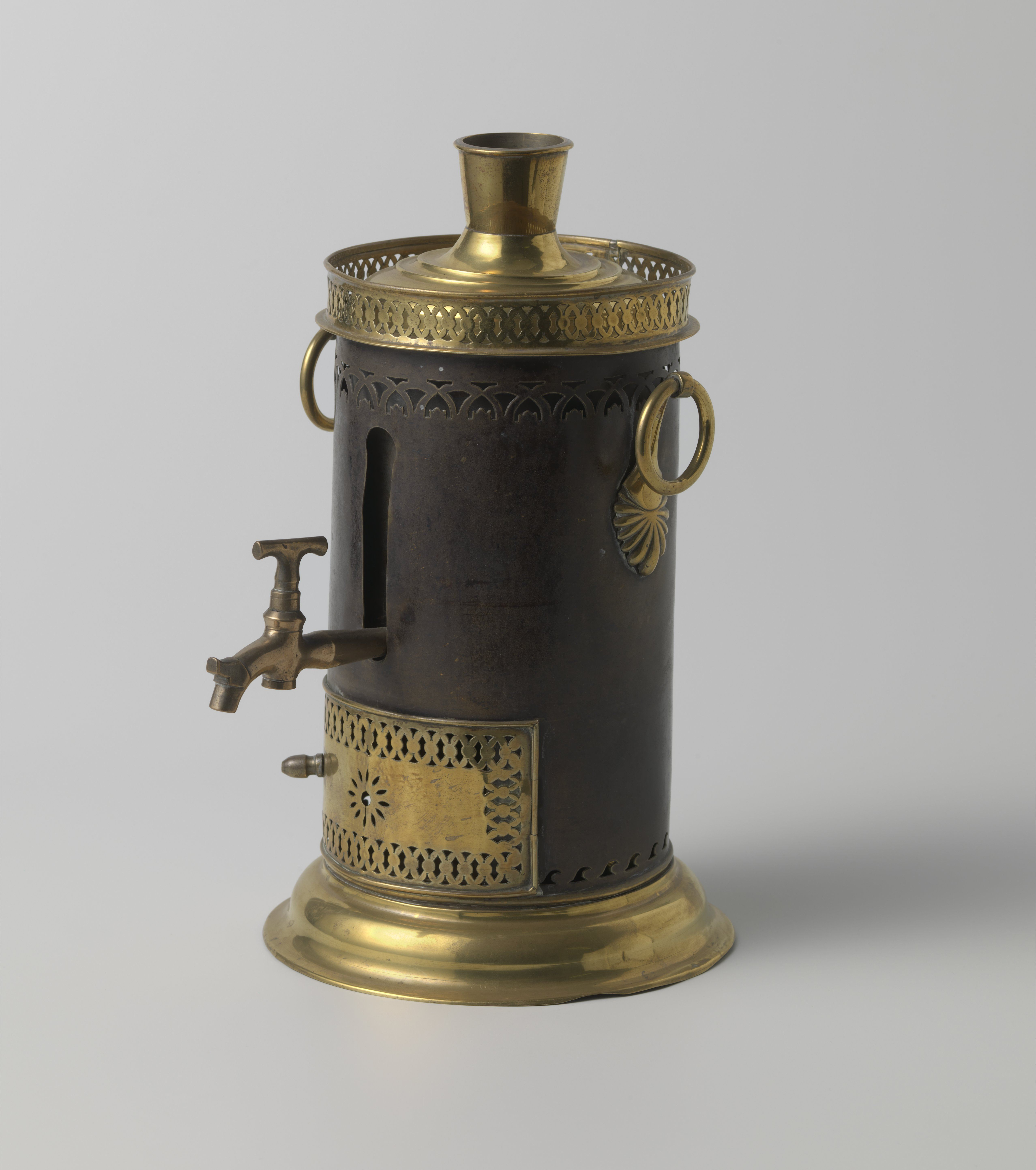
ca. 1800 - ca. 1825, messing